# Dolichopeza taiwania
Dolichopeza taiwania är en tvåvingeart som först beskrevs av Alexander 1923.  Dolichopeza taiwania ingår i släktet Dolichopeza och familjen storharkrankar.
Artens utbredningsområde är Taiwan. Inga underarter finns listade i Catalogue of Life.